# Gildapil (Ort)
Gildapil ist ein osttimoresischer Ort im Suco Gildapil (Verwaltungsamt Lolotoe, Gemeinde Bobonaro). Das Dorf liegt im Süden der Aldeia Gildapil, auf einer Meereshöhe von 955 m. Über eine Straße ist es mit den Orten Atos und Sassa im Nordwesten des Sucos und jenseits eines Wasserlaufs mit dem Nachbardorf Mabelis im Suco Lebos verbunden.

Im Dorf Gildapil (2025)

Die Gemeindehauptstadt Maliana ist über eine kleine Straße 37 km entfernt. Die Einwohner Gildapils kürzen den Weg dorthin über einen Fußpfad ab, wenn sie zum Markt von Maliana gehen, um dort ihren Kaffee zu verkaufen oder Reis einzukaufen.
In Gildapil befinden sich der Friedhof Santa Cruz, eine Kapelle, der Sitz des Sucos Gildapil, ein Hospital und eine Grundschule.